# Ив Льотерм
Ив Камий Дезире Льотерм (на нидерландски: Yves Camille Désiré Leterme) е белгийски политик от партията Християндемократи и фламандци (ХДФ). През 2008 година и от ноември 2009 до декември 2011 г. той е министър-председател на Белгия.
През 2004 – 2007 г. е министър-председател и министър на земеделието и риболова на Фландрия. В края на 2007 и началото на 2008 година Льотерм е вицепремиер и министър, отговарящ за бюджета, институционалните реформи, транспорта и Северно море, във федералното правителство, а през юли-ноември 2009 година е министър на външните работи.

## Произход и образование
Ив Льотерм е роден през 1960 г. във Вервик, Западна Фландрия, и прекарва детството си в съседното село Зилебеке, подобщина на Ипер. Баща му е френскоговорещ, а майка му е фламандка. През 1979 г. завършва средното си образование в Ипер, а през 1981 г. получава кандидатска степен по право в Льовенския католически университет. След това се премества в Гентския университет, където става бакалавър по политически науки (1983), лиценциат по право (1984) и магистър по управление в нестопанския сектор (1985).

## Начало на политическата кариера
Ив Льотерм се включва активно в младежката организация на Християнската народна партия (ХНП, днес ХДФ), като през 1983 г. става председател на нейния клон в Ипер. След като се дипломира през 1985 г. става асистент на Паул Брейне, по това време депутат във федералния парламент и кмет на Ипер. Малко по-късно е сътрудник на фламандския външен министър Паул Депре. Между 1987 и 1989 г. е служител в Сметната палата, като по същото време достига до поста заместник председател на младежката организация на ХНП. От 1988 до 1991 г. оглавява организацията на ХНП в Ипер, а от 1989 г. е и помощник национален секретар на ХНП. През 1991 – 1992 г. е национален секретар на партията.
През 1992 г. Льотерм напуска партийните си постове и до 1997 г. е служител в Европейския парламент. По това време заема и ръководни постове в общинската администрация на Ипер. През 1997 г. става депутат в белгийския федерален парламент на мястото на Паул Брейне, който напуска парламента, за да стане губернатор на Западна Фландрия. След 1999 г. е избиран за депутат във всички федерални парламенти. През 2001 – 2003 г. е председател на парламентарната група на ХДФ.

## Начело на ХДФ и на Фландрия
През 2003 г. Ив Льотерм е избран за председател на ХДФ след неуспеха на партията на федералните избори през май. През следващите месеци той провежда енергична кампания и сключва предизборен съюз с дясната партия Новофламандски алианс. Коалицията убедително печели регионалните и европейски избори през 2004 година и Льотерм става министър-председател на Фландрия, оттегляйки се от лидерския пост в партията. Управлението, продължило до 2007 г., се свързва със заздравяване на обществените финанси.

## Кризата от 2007 – 2008
През юни 2007 г. ХДФ печели изборите за федерален парламент, а самият Льотерм, оглавяващ листата за Сената, получава 796 521 преференциални гласа, най-добрият подобен резултат в белгийската история, след този на Лео Тиндеманс на европейските избори през 1979 г. След този личен успех и като лидер на най-голямата партия в парламента Льотерм получава мандат за съставяне на правителство, но започналите преговори се превръщат в тежка и продължителна политическа криза.
На 16 юли 2007 г. Льотерм започва да води преговори за съставяне на коалиционно правителство, но те се провалят, поради противоречията между фламандските и френскоезичните партии по въпросите на конституционната реформа, и на 23 август той връща мандата. На 29 септември Льотерм получава нов мандат. На 7 ноември, преди приключването на преговорите, ХДФ поема инициативата и, заедно с останалите фламандски представители в парламента, гласува най-спорният момент в преговорите, разделянето на избирателния район Брюксел-Хале-Вилворде. На 1 декември Льотерм отново връща мандата, след като не успява да постигне споразумение потенциалните си коалиционни партньори.
Поради продължилата с месеци правителствена криза е избрано временно правителство, начело с либерала Ги Верхофстад, което полага клетва на 21 декември 2007 г. В него Ив Льотерм е вицепремиер и министър на бюджета, институционалната реформа и транспорта. Политическата криза допълнително се задълбочава, когато през февруари 2008 г. Льотерм постъпва в болница. Установява се, че е получил вътрешен кръвоизлив в храносмилателната система и задълженията му като министър са поети от министъра на правосъдието Йо Ваньорзен.

## Министър-председател на Белгия
На 18 март 2008 г. е постигнато споразумение за образуване на петпартийно коалиционно правителство на ХДФ, Фламандски либерали и демократи, Реформаторско движение, Социалистическа партия и Хуманистичен демократичен център. Льотерм полага клетва като министър-председател на Белгия на 20 март, а правителството е одобрено от парламента на 22 март.
Основен приоритет на Льотерм и новото правителство е преодоляването на конституционната криза, чрез прехвърляне на прерогативи на федералното правителство към регионите и решаване на проблема с района Брюксел-Хале-Вилворде. Той си поставя срок за постигане на тези цели до 15 юли 2008 г., но не постига успех и подава оставка. След консултации с партиите и други обществени организации, крал Албер II не приема оставката.
В края на 2008 г., след началото на световната финансова криза, правителствата на Белгия, Нидерландия и Люксембург взимат решение да национализират частично изпадналата в сериозни затруднения финансова компания Фортис. Тя е разделена на няколко части и белгийското правителство продава своя дял на френската банка БНП Париба. Частните акционери обжалват сделката и печелят на втора инстанция. След решението на съда първият председател на Касационния съд Гислен Лондер заявява, че представители на правителството са се опитвали да окажат влияние върху съдиите. Това довежда до оставката на Ив Льотерм, която е приета на 22 декември 2008 г.
При промените в правителството на Херман Ван Ромпой на 17 юли 2009 г. Ив Льотерм става министър на външните работи на Белгия, заемайки мястото на избрания за европейски комисар Карел Де Гьохт. След избирането на Ромпой за председател на Европейския съвет, на 25 ноември 2009 г. Льотерм отново оглавява правителството.